# Pseudomussardia congoensis
Pseudomussardia congoensis là một loài bọ cánh cứng trong họ Cerambycidae.